# Edwyn Burnaby
Edwyn Burnaby (29 de septiembre de 1799 - 18 de julio de 1867) fue un terrateniente inglés, de Baggrave Hall, Leicestershire, juez de paz, Teniente Adjunto y Alto Sheriff del Condado de Leicestershire en 1864. También sucedió a su padre en la Corte como Caballero Privado de Cámara. Es tatarabuelo de la reina Isabel II del Reino Unido y por lo tanto, tatara-tatarabuelo del rey Carlos III
Edwyn fue el hijo mayor de Edwyn Andrew Burnaby, Senior, (fallecido en 1825), y de su esposa Mary Browne, hija y heredera del Reverendo William Browne. Se formó en Christ Church, Oxford, y sirvió como capitán en la Guardia del Dragón del Príncipe de Gales y en el Regimiento de Caballería Leicestershire. 
El 28 de agosto de 1829, se casó con Ana Carolina Salisbury, hija de Thomas Salisbury, escudero, hijo de Thomas Salisbury y de Mary Lister, hija de Thomas Lister, escudero.  
Tuvieron varios hijos, incluyendo.
- Edwyn Sherard Burnaby (1830–1883).
- Carolina Luisa Burnaby (1832–1918).
- Cecilia Florence Burnaby (m. 1869).
- Gertrude Laura Burnaby (m. 1865).